# Nick Moreno
Nick Moreno (ur. 5 sierpnia 1983 w Walencji) – hiszpański aktor i reżyser filmów pornograficznych. 
Jego pseudonim Moreno (hiszp. ciemny, czarnawy) pochodzi od koloru jego włosów. 

## Życiorys

### Wczesne lata
Urodził się i dorastał w Walencji. Od wczesnych lat był pasjonatem sztuk walki, uprawiał karate i zdobył czarny pas. W wieku 16 lat porzucił szkołę i podjął pracę jako stolarz. Przez sześć kolejnych lat zajmował się stolarstwem. Marzył, by – podobnie jak Rocco Siffredi, Nacho Vidal i Max Cortés – zostać aktorem porno, brać udział w filmach dla dorosłych i zrobić karierę w Los Angeles.

### Kariera
W 2005, mając 22 lata, podczas castingu na Festival Internacional de Cine Erotico de Barcelona, na którym wystąpił z Bibian Norai, pokonał ok. 250 kandydatów i okazał się zwycięzcą. Następnie nagrał kilka ujęć z Sandie Potterą, a potem z Rebecą Linares. Miał także swojego agenta. Przez jakiś czas pracował jako striptizer w klubie pornograficznym Sala de Fiestas Bagdad, gdzie zaczynali także Nacho Vidal, Marco Banderas, Ramón Nomar i Toni Ribas. 
Valenciano Isi Lucas zaangażował go do swojej produkcji Dieta śródziemnomorska (Dieta mediterránea, 2006), a za występ otrzymał nagrodę Ninfa dla najlepszego debiutanta roku na festiwalu filmów erotycznych w Barcelonie z Bibian Norai. Potem brał udział w scenach filmów porno, zrealizowanych przez takich reżyserów jak Paco Lopez, Alex Romero, Isi Lucas, Giancarlo Candiano, Litle Al, Rob Russel, Klaus Goldberg, Salma de Nora, Holly One, M. Kreutz, Mike Secret czy Fran Garcia dla Interseleccion, DeseoX, Obelixxx–Productions i Media Partners, a także Steroid–film, Private i Magmafilm. Występował z takimi wykonawcami jak Carmen Vera, Max Cortés, Salma de Nora, Dunia Montenegro, Anastasia Mayo, Jennifer Stone, Rebeca Linares, Ayla Mia, Diether Von Stein, Sharka Blue i Vanessa Mae, a także Yaiza del Mar, Lesly Kiss, Anneka Duran i Martin Tolla. 
Zagrał postać marynarza w melodramacie biograficznym Konsul Sodomy (El Cónsul de Sodoma, 2009) z Jordi Mollą i Bimbą Bosé. 
Brał udział w serii BDSM Public Disgrace (2016) ze Steve’em Holmesem. Następnie przeniósł się do Stanów Zjednoczonych, gdzie współpracował z Digital Playground, pojawiając się w pełnometrażowej parodii porno Gwiezdnych wojen  – Star Wars - Underworld - A XXX Parody (2016) jako Rayf i porno westernie Rawhide (2017) z Nacho Vidalem, Mishą Cross i Juanem Lucho.
W grudniu 2017 zajął piąte miejsce w rankingu „Ulubiony aktor porno” (Mis Actores Porno Favoritos), ogłoszonym przez hiszpański portal 20minutos.es.
W 2020 prezentował swoje filmy w społecznościowej sieci OnlyFans.

## Nagrody
| Rok  | Nagroda                               | Kategoria                                            | Film                                                    | Inni wykonawcy               | Rezultat  |
| ---- | ------------------------------------- | ---------------------------------------------------- | ------------------------------------------------------- | ---------------------------- | --------- |
| 2006 | Ninfa                                 | Najlepszy aktor                                      | Dieta śródziemnomorska (Dieta mediterránea, 2006)       | –                            | Wygrana   |
| 2007 | European Adult Award Extasia (Zurych) | Najlepszy aktor                                      | –                                                       | –                            | Wygrana   |
| 2008 | Ninfa                                 | Najlepszy aktor hiszpański                           | jako ks. Adam w Nick follando españolas (Ruta 69 Films) | –                            | Nominacja |
| 2013 | Ninfa                                 | Najlepszy aktor                                      | –                                                       | –                            | Nominacja |
| 2014 | Ninfa                                 | Najlepszy aktor                                      | –                                                       | –                            | Nominacja |
| 2015 | Ninfa                                 | Najlepszy aktor                                      | –                                                       | –                            | Nominacja |
| 2018 | AVN Award                             | Najlepsza scena seksu w zagranicznej produkcji       | Infernal (2016)                                         | Misha Cross                  | Nominacja |
| 2018 | AVN Award                             | Najlepsza scena seksu w zagranicznej produkcji       | Lustful Widow (2017)                                    | Alessandra Jane i Sasha Rose | Nominacja |
| 2018 | Ninfa                                 | Najlepszy aktor roku                                 | El retorno de Susy Gala (2017)                          | –                            | Wygrana   |
| 2018 | Ninfa                                 | Najlepsza scena BDSM                                 | CumLouder: El placer del dolor (2017)                   | Lucia Nieto                  | Wygrana   |
| 2018 | XCritic Award                         | Najlepszy wykonawca zagraniczny                      | –                                                       | –                            | Nominacja |
| 2020 | AVN Award                             | Najlepsza zagraniczna scena seksu dziewczyna/chłopak | I Am Sex: Cherry Kiss (2019)                            | Cherry Kiss                  | Nominacja |